# Джеймс Вілсон
Джеймс Вілсон (англ. James Wilson; 14 вересня 1742—21 серпня 1798) — шотландський юрист, відоміший як один із тих, хто підписав Декларацію про незалежність США. Він був двічі обраний до Континентального конгресу — органу, що склав законопроєкт Конституції США. Джеймс Вілсон був ведучим теоретиком права та одним із шести перших суддів Верховного Суду Сполучених Штатів, призначених Джорджем Вашингтоном.

## Ранні роки
Джеймс Вілсон народився в Шотландії у 1742 р. Відвідував низку університетів, але не отримав диплому. У 1766 р. емігрував до Британської Америки, маючи з собою кілька цінних рекомендаційних листів. Завдяки цим зв'язкам він почав давати приватні уроки, а пізніше — викладати у Філадельфійському коледжі (зараз — Пенсильванський університет). Там він подав прохання на здобуття ученого ступеню та через кілька місяців йому присудили звання магістра гуманітарних наук.
Найбільш популярним та престижним напрямком кар'єри в ті часи була юриспруденція. Через деякий час Вілсону вдалося отримати можливість стажування у конторі Джона Дікінсона. Після двох років навчання він здобув адвокатуру у Філадельфії та в наступному році (1767) відкрив власну адвокатську практику в Рідінгу. Його контора була дуже успішною і за кілька років Вілсон заробив купу грошей. В ті часи він придбав невелику ферму коло Карлайла, вів судові справи у восьми сусідніх графствах та читав лекції з англійської літератури у Філадельфійському коледжі.

## Революція
Ведучи прото-революційну справу у 1774 р., Вілсон опублікував «Міркування про природу та розмір законодавчого впливу британського парламенту» — памфлет, який заперечував владу Парламенту в британських колоніях. Хоча науковці вважають цю працю написаною в один рік із подібними творами Томаса Джефферсона та Джона Адамса, насправді вона була створена у 1768 р., ставши, можливо, першим переконливим сформульованим аргументом проти британського домінування.
У 1775 р. Джеймс Вілсон став полковником 4-го батальйону округи Кемберленд і піднявся до рангу бригадного генерала народного ополчення.
У 1776 р. Вілсон, твердий прихильник незалежності, став членом Континентального конгресу. На цій посаді він був одним з лідерів у формування політики щодо індіанців. Також з червня 1776 р. він входив до складу Комітету зі шпигунства, разом з Джоном Адамсом, Томасом Джефферсоном, Джоном Ратледжем та Робертом Лівінгстоном, і спільно з ними дав визначення державній зраді
4 жовтня 1779 р. почалося повстання Форт-Вілсон у Філадельфії. У відповідь на інфляцію, бідність та нестачу їжі, які все збільшувалися останні 3 роки, народне ополчення, що підтримувало регулювання цін та протистояло правлінню філадельфійських консерваторів, промарширувало до будинку Джеймса Вілсона на розі Третьої та Горіхової вулиць. Вілсон та 35 його колег, що злякалися натовпу, забарикадувалися у його будинку, який згодом дістав назву Форт-Вілсон. Зав'язалася коротка битва, у результаті якої загинуло 5 солдатів та 17-19 осіб було поранено. Врешті-решт втрутилися солдати з Першого ескадрону Філадельфійської кавалерії та Бейлорських легких драгунів, під командуванням Джозефа Ріда, які врятували Джеймса Вілсона та його колег.
У 1779 р. Вілсон обіймає посаду військового прокурора Франції в Америці. На цій посаді він перебуває до 1783 р.

## Філадельфійський конвент
Вілсон, відомий як один з найвизначніших юристів свого часу, вважається найбільш вченим з так званих Батьків Конституції. Один з його колег-делегатів Конституційного конвенту 1787 р. у Філадельфії дав йому таку оцінку:
Система державної влади, здається, є для нього предметом особливого вивчення, усі політичні інститути світу він докладно знає і може прослідкувати причини та наслідки будь-якої революції з найдавніших витоків елліністичних держав до сьогодення
Найдовшим впливом Вілсона на країну була його участь у Комісії з деталізації (англ. Committee of Detail), яка розробила перший чорновий варіант Конституції США у 1787 р. (рік після смерті його дружини). Вілсон вимагав, аби сенатори та президент обиралися всенародно. Він також запропонував у конвенті так званий «Компроміс трьох п'ятих», який при проведенні виборів враховував голос рабів як 3/5 голосу вільної людини. Разом з Джеймсом Медісоном він був чи не найбільш тямущим з Батьків-засновників у політекономіці. Він чітко розумів проблему подвійного суверенітету (народу та держави) та вважав можливим для США практично необмежене майбутнє. Вілсон 168 разів звертався з промовою до Конвенту. Свідоцтво про виступи Вілсона у Конвенті залишив д-р Бенджамін Раш, який порівнював розум Вілсона з «променем світла».
Не погоджуючись з деякими деталями кінцевого варіанту Конституції, Вілсон, однак, боровся за її прийняття; під його проводом Пенсильванія стала другим штатом (післа Делаверу), що ратифікував Основний закон. Його промова 6 жовтня 1787 р. у Стейт-Хаус-Ярд стала особливо важливою при встановленні строків дискусії з ратифікації, як місцевої, так і національної. Зокрема, в промові наголошувався той факт, що цією Конституцією вперше передбачається всенародне обирання державного уряду. Пізніше Вілсон сприяв новому редагуванню конституції штату Пенсільванія 1776 р., очоливши групу, яка ухвалила нову конституцію, та уклавши угоду з Вільямом Файндлі, лідером партії конституціоналістів, щодо обмеження партизанських настроїв, які панували раніше у пенсильванському політичному житті.

## Діяльність у Верховному суді
У 1790 р. Джеймс Вілсон почав читати серію лекцій з юриспруденції у Філадельфійському коледжі, в якій він переважно ігнорував практичні аспекти юридичного навчання. Як більшість своїх освічених сучасників, він вважав академічне вивчення права більше частиною загальної культурної освіти, аніж виключно вступом у професійну діяльність. Приблизно наприкінці 1791 р. чи на початку 1792 р. він почав читати лекції для другого курсу (на той час Філадельфійський коледж все став Пенсильванським університетом), але в якийсь, досі невідомий, час лекції припинилися і вже більше ніколи не відновлювалися. За життя Вілсона його лекції, окрім лекцій для першого курсу, так і не були опубліковані, аж поки у 1804 р. його син, Бірд Вілсон, не надрукував їх. Юридична школа Пенсильванського університету офіційно бере початок з лекцій Вілсона.
Останні роки життя Вілсона відзначені невдачами. Через свої земельні інвестиції він вліз у великі борги, які стали справжнім тягарем з початком Паніки 1796—1797 рр. на атлантичних кредитних ринках. Вілсон був ненадовго ув'язнений за невеликий борг у Берлінгтоні, штат Нью-Джерсі. Його син виплатив борг, але Вілсон поїхав до Північної Кароліни, втікаючи від інших кредиторів. Його знову було ув'язнено на короткий термін, але попри це, він став там окружним суддею. У 1798 р. він переніс приступ малярії та помер від удару, відвідуючи друга в Едентоні, Північна Кароліна. Його поховали у Джонстонському цвинтарі на плантації коло Едентона, але у 1906 р. його прах був перенесений до Кладовища Христа у Філадельфії.